# 康斯坦蒂诺·奇文加
康斯坦丁·奇文加（英語：Constantine Chiwenga；1956年8月25日—），全名康斯坦丁·古威亚·多米尼克·尼卡基诺·奇文加（英語：Constantino Guveya Dominic Nyikadzino Chiwenga）是津巴布韦政治人物及軍人，現任津巴布韦副總統，曾任津巴布韦國防部部長。

## 个人生活
他于1956年出生在東馬紹納蘭省灰乍區，在圣玛丽传教团接受了教育。他于2015年在夸祖鲁-纳塔尔大学获得了伦理学博士学位。2016年7月29日時，他改名为现名。

## 罗得西亚丛林战争
他1973年参加了战争，在莫桑比克作为津巴布韦非洲民族解放军军人受训，跳级晋升成为马斯温戈其/加沙省长官。他在1978年进入最高指挥部，成为Josiah Tungamirai的副手。

## 津巴布韦军队生涯
1981年，他宣誓加入了新成立的津巴布韦国民军，成为准将，指挥布拉瓦约的第一旅，后来晋升为少将。1994年津巴布韦国防军成立后，他晋升为中将，并被任命为国防军指挥官。2004年司令維塔利斯·茨維納瓦什退休后，他成为国防军司令。
1980年代初期，他几乎因为作弊被参谋学院开除。他随后从右肩开枪试图自杀，并被送往哈拉雷的帕里伦亚特瓦医院。
他是联合行动司令部主席，该组织负责指挥国防军、监狱服务、中央情报组织、津巴布韦共和国警察、津巴布韦空军。他积极参与了津巴布韦土地改革方案，并且受益于土地征收，获得了哈拉雷附近的农场作為獎賞。2003年起，他和他的妻子在欧洲联盟和美国的制裁名单中，被禁止进入这些地区（他的妻子在2016年被从美国的制裁名单中删除）。
2017年12月18日，津巴布韦政府宣布奇文加将退休，等待重新部署。他于12月19日从军队退役。
2017年12月28日，奇文加宣誓就任津巴布韦共和国副总统，与前国家安全部长肯博·莫哈迪一起任职。